# Küçüktepeköy, Düzköy
Küçüktepeköy là một xã thuộc huyện Düzköy, tỉnh Trabzon, Thổ Nhĩ Kỳ. Dân số thời điểm năm 2011 là 62 người.